# Cassada Rocks
Cassada Rocks sind Felsen vor der Küste von Carriacou, einer zu Grenada gehörenden Insel der Kleinen Antillen in der Karibik zwischen Grenada und dem nördlich gelegenen St. Vincent.

## Geographie
Die Felsen gehören zur Inselgruppe von Saline Island und stehen östlich der Insel im Meer. Sie gehören zu einem Felsenzug in Fortsetzung von White Island im Westen.